# Akvarij u Varni
Akvarij u Varni (bugarski: Варненски аквариум) je javni akvarij u Varni, u najvećem bugarskom gradu na obali Crnog mora.
Postav akvarija usmjeren je na crnomorsku floru i faunu koja uključuje više od 140 vrsta riba, ali isto tako ima i slatkovodnih riba, mediteranskih riba, egzotičnih vrste iz dalekih oceana, školjke i alge.
Akvarij je pokrenut od strane princa Ferdinanda I., 6. siječnja 1906. u palači Euxinograd. Ferdinand povjerio je dr. Paraškev Stojanovu uspostavu pomorske maritimne biološke postaje. Monarh je također zatražio pomoć od uglednog njemačkog biologa Antona Dohrna, osnivača „Stazione Zoologica“ u Napulju. 
Dana 25. siječnja 1906. godine, Gradsko vijeće Varne dodijelilo je novac za gradnju akvarija i imenovalo komisiju kako bi odabrali prikladno mjesto za izgradnju. Kamen temeljac položen je 22. listopada iste godine u nazočnosti princa Ferdinanda i bugarske kraljevske obitelji, kao i mnogih važnih državnika i intelektualaca. Akvarij je dizajnirao arhitekt Dabko Dabkov. 